# Торка-дель-Серро
Торка-дель-Серро (ісп. Sistema del Cerro del Cuevón) — печерна система в Іспанії, провінція Астурія, гірський масив Пікос-де-Еуропа. Система складається з двох карстових вертикальних печер, що з'єдналися в 2001 році, власне, Torca del Cerro del Cuevón (T-33), вхід в яку розташований на висоті 2019 м н.р.м., і Torca de las Saxifragas (TR-2), зі входом на висоті 1590 м. Глибина печери становить — 1589 м (досягнута в 1998 році), що робить її якнайглибшою печерою Іспанії і однією з якнайглибших печер світу. На глибині близько 1500 м печера виходить у субгоризонтальний підземний колектор, по якому тече річка Marbregalo. Печера закінчується сифоном. Найбільший колодязь у печері має глибину 134 м.

## Ресурси Інтернету
- Listado de las cavidades naturales más profundas del mundo
- Federación Española de Espeleología
- Federación Asturiana de Espeleología